# Fräulein Else (1929)
Fräulein Else ist ein deutscher Stummfilm aus dem Jahre 1929 nach der gleichnamigen Novelle von Arthur Schnitzler. Unter der Regie von Paul Czinner spielt dessen spätere Ehefrau Elisabeth Bergner die Hauptrolle.

## Handlung
Else Thalhof, gutbürgerliche Tochter eines angesehenen Wiener Rechtsanwalts, lebt ein Leben weitgehend ohne Sorgen und Kummer. Als sie ihren unbeschwerten Winterurlaub im verschneiten St. Moritz verbringt, erhält sie von ihrer Mutter einen Brief, in dem steht, wie es wirklich um den Vater steht. Dr. Thalhof befindet sich in großen Geldnöten, hat er doch ihm anvertrautes Geld veruntreut und an der Börse verspekuliert. Nun bittet ihre Mutter sie, den reichen Kunsthändler Dorsday um ein Darlehen zu ersuchen. Die Situation dafür ist günstig, da sich Dorsday gleichfalls in St. Moritz aufhält.
Der Kunsthändler ist viel älter als Else und zeigt sich sehr an ihr interessiert. Dorsday ist bereit, der Familie zu helfen und ein Darlehen in Höhe von 30.000 Gulden zu gewähren. Doch nur unter einer Bedingung: Er will Else nackt sehen. Else, eine selbstbewusste junge Frau, tut sich ungemein schwer mit ihrer Entscheidung. Einerseits möchte sie ihren Vater unbedingt aus der selbstverschuldeten Notlage retten, anderseits würde sie sich einem Typen ausliefern, der ihre Notlage skrupellos missbraucht und sie mit dieser Handlung quasi zu einer Prostituierten degradieren würde. Gefangen zwischen zwei Übeln, schluckt Else schließlich eine Überdosis Veronal und geht, nur mit einem Pelzmantel bekleidet, zu Dorsday. Als sie das kostbare Stück vor seinen Augen in der Hotellobby fallen lässt und Dorsday Else endlich nackt sieht, fällt die junge Frau ohnmächtig zu Boden und stirbt wenig später.

## Produktionsnotizen
Fräulein Else war der letzte Stummfilm Bergners. Ihr Kollege Albert Steinrück, der seine Rolle nicht mehr vollständig zu Ende spielen konnte, gab hier, bereits schwer erkrankt, seine Abschiedsvorstellung vor der Kamera. Er starb vier Wochen vor der Uraufführung.
Gedreht wurde im Winter 1928/29 in den Efa-Ateliers, in Berlin-Staaken und im Grunewald-Atelier. Die Außenaufnahmen entstanden in Wien und in St. Moritz. Eine der drei Kameraleute war Karl Freund, der unmittelbar nach dem Ende seiner Arbeit (Anfang 1929) für immer nach Hollywood abreiste. Fräulein Else erhielt das Prädikat „künstlerisch“ und wurde am 8. März 1929 im Berliner Capitol uraufgeführt.
Die Filmbauten entwarf Erich Kettelhut, die Aufnahmeleitung hatte Artur Kiekebusch.

## Kritiken
Anders als zu den vorhergehenden Filmkooperationen Czinner-Bergner fielen die Kritiken zu Fräulein Else recht durchwachsen aus.
Ernst Jäger kommentierte im Film-Kurier: „Ein Beobachtungsfilm der Bergner, sie zu beäugen und optisch einzufangen, wird die Kamera nah oder fern postiert, werden erstaunlich ausgearbeitete, wärmende, reichmotivierte Dekorationen aufgestellt: Hotelhallen in St. Moritz, Festsäle, Dielen, Korridore, in die sich das Barockgeglitzer der Kronleuchter, der Schwung der Polsterstühle als Garnitur um die Bergner ranken sollen. Alles um Bergner. Trotzdem macht Dr. Czinner, Produktionsleiter und verantwortlicher Autor und Regisseur auch diesmal seinen ‚Star‘-Film im üblichen Sinn. Er drängt die Bergner nicht zur Transformation, zur Rollen-Gestaltung eines ‚Fräulein Else‘ – die von Arthur Schnitzler nur dürftige Motive benutzt –, er läßt die Bergner den filmischen Teil ihres Sprechbühnen-Daseins zum Kamera-Protokoll geben. […] Den Beleuchtungswechsel der psychischen Landschaft, die seelischen Umschaltungen, die bei Schnitzler doch so greifbar geformt und gesteigert sind. Vom rosenroten Alpenglühn bis zur Veronalnacht. Den Formern des Bergner-Drehbuchs gelingen gerade die psychischen Phasen nicht, da wo die Schnitzler-Novelle beginnt und die Aufgabe der Bergner gewesen wäre. […] Warum geben die Autoren des Films dem Regisseur eine so unfilmische Unterlage? Oder soll diese Tatsachen-Photographie, die hier dennoch Theaterspiel-Photographie ist, ernstlich Film-Bild-Technik ersetzen? Auch ein Individualist mit so zäher Theatereinstellung darf nicht daran vorbeigehen, daß der Film längst eigene Kompositionsgesetze geklärt hat.“
Rudolf Kurtz urteilte in der Lichtbild-Bühne: „Der Verzicht auf alle geräuschvollen, theatralischen Effekte führt Czinner dazu, mit leisen, dramatischen Mitteln seine Wirkungen zu suchen. Er beherrscht das Register der Retardierungen: es ist ausgezeichnet gemacht, wie die Bergner nicht wagt, den brutalen Burschen anzusprechen, wie sie hinter ihm herläuft, sich abwendet, wieder herankommt, hinter einem Pfeiler verschwindet, wieder ein paar Schritte vor – bis das endliche Zusammentreffen fast wie eine dramatische Erlösung wirkt. Mit den gleichen Mitteln inszeniert Czinner den Schluß, wenn die Bergner in das Zimmer des Kunsthändlers geht, ihn nicht findet, ihn verfolgt – während schon das Gift ihre Lebenskräfte vernichtet. Czinner hat das Manuskript mit eindringlicher Starrheit für Elisabeth Bergner geschrieben, wie er sie auffaßt. Sie ist für ihn die große Gestalterin seelischer Zwischentöne, zart vorüberfliegender geistiger Feinheit, ein Mensch, der mit seltener Kunst sein Inneres ganz zum Ausdruck bringt. Zweifellos ist das die Stärke der Bergner, aber mit dieser Kunst allein sind die Voraussetzungen für einen wirksamen Film nicht gegeben. Filmwirkung ist dramatische Wirkung mit optischen Mitteln: und was die Bergner braucht, ist vor allem der starke, festgefügte dramatische Rahmen, in den sie sich einfügen kann, der die Möglichkeiten für ihr Können hergibt, und gleichzeitig den Zuschauer in das Gefüge einer zu Herzen gehenden Handlung einspannt. Wieder und immer wieder muß es gesagt werden: die Bergner ist ein großer Besitz des deutschen Films. Es gibt kaum eine Darstellerin in der ganzen Welt, deren Gesicht, deren Körper so reiner Ausdruck ihres Innenlebens ist. Mit einer unfaßbaren Klarheit spricht aus ihrem Ausdruck Leid und Freud ihrer Seele, hier ist kostbares Material, das nur mit starker Hand in die filmischen Gelegenheiten einzuordnen ist. Nur einer Künstlerin von hohem Rang ist es möglich, mit Bildmonologen, ohne Partner, nur auf sich selbstangewiesen, eine innere Spannung zu erzeugen, die echt dramatisch wirkt.“
Siegfried Kracauer befand in der Frankfurter Zeitung: „Schnitzlers bedeutende Novelle ‚Fräulein Else‘ hat die Unterlage für diesen Film abgegeben. Freilich, Paul Czinner hat nur Motive der Dichtung benutzt. Hätte er sich doch genauer an den Text gehalten, statt die Handlung mehr oder weniger frei zu übernehmen! […] Czinner hat die Möglichkeit nicht gesehen oder nicht sehen wollen, die sich aus der Vorlage für den Film ergab. Statt die Handlung aus der Perspektive Fräulein Elses aufzubauen, hat er einen normalen Gesellschaftsfilm gedreht, in dem auch Fräulein Else vorkommt. Damit verliert aber das Geschehen seinen Sinn, und es bleibt eine ziemlich schale Verkettung von Ereignissen übrig, die eines großen Aufwands nicht bedurft hätte. Zudem hat Czinner alles getan, um die Bedingungen vergessen zu machen, unter denen Fräulein Else bei Schnitzler steht und aus denen allein ihr Handeln begreiflich wird. Er zeigt sie nicht etwa als ein Mädchen, dem das Gemisch von Unschuld und Reflexion zuzutrauen wäre, sondern setzt sie mitten in die sportfrohe Nachkriegswelt hinein. […] Aus der verkehrten Regie-Einstellung schreiben sich die übrigen Fehler Czinners her: Da er die Assoziationen Fräulein Elses unbenutzt läßt, gerät ihm die Handlung zu mager. Was tut er also ? Er füllt sie einfach mechanisch auf. Wir sind die unfreiwilligen Zeugen der ganzen Bahnfahrt von Wien nach St. Moritz und werden mit wenig erwünschter Ausführlichkeit in das Leben und Treiben im Luxushotel verwickelt. Das alles ist überflüssig, wenn es auch routiniert gemacht ist. Zudem besteht es völlig aus sich, während es doch nur von dem Mädchen aus Leben haben sollte. Elisabeth Bergner hat es bei dieser Regie schwer, das Fräulein Else faßlich zu machen. Wie immer bringt sie ihre wesenhafte Erscheinung mit, die etwas besagt, ehe sie sich noch ausdrückt. Das eigentliche Spiel dagegen ist nur an einigen Stellen stark.“
Reclams Filmführer urteilte über den Film: „Schnitzler ist in diesem Film nur sporadisch gegenwärtig. Es überwiegen die recht breiten Schilderungen aus dem Leben der High-Society, die allerdings durch den spröden Charme der Bergner Ansehnlichkeit gewinnen.“
In Heinrich Fraenkels Unsterblicher Film heißt es zu Elisabeth Bergners drei zentralen Stummfilmarbeiten der 1920er Jahre: „Im Geiger von Florenz (mit Walter Rilla), in dem Arthur Schnitzlers Novelle ebenso feinfühlig nachempfundenen Kammerspiel Fräulein Else und in Nju (mit Emil Jannings und Conrad Veidt) hatte die Bergner Gelegenheit, ihren sehr eigenwilligen Bühnenstil auch mit filmischen Nuancen zu versuchen“.
Oskar Kalbus’ Vom Werden deutscher Filmkunst meinte: „Schnitzlers Fräulein Else gab für sechs Filmakte auch nicht genug Bildstoff her. Paul Czinner (1929) hat daher selbst mit Darstellern wie der Bergner, Bassermann und Steinrück nur ein Filmensemblespiel schaffen können, dem überall das Tempo fehlte.“